# Labuan Sumbawa
Labuan Sumbawa is een bestuurslaag in het regentschap Sumbawa van de provincie West-Nusa Tenggara, Indonesië. Labuan Sumbawa telt 12.340 inwoners (volkstelling 2010).